# CVV 3 Arcore
L'Arcore era un aliante di medie dimensioni, ad ala centrale, sviluppato presso il Centro per il Volo a Vela del R. Politecnico di Milano negli anni trenta.

## Tecnica

### Cellula
La fusoliera era monoguscio, a sezione ovoidale con copertura in compensato di betulla e il posto di pilotaggio era raccordato posteriormente con la fusoliera, completamente chiuso da un cupolino trasparente.
La fusoliera portava inferiormente una ruota d'atterraggio seminascosta all'interno, mentre all'estremità posteriore era presente un pàttino d'atterraggio a cucchiaio, molleggiato da tamponi di gomma.

### Superfici alari
Il veleggiatore era caratterizzato da un'ala ad M, rettangolare fino al gomito e quindi rastremata fino all'estremità (ellittica), monolongherone.
All'incastro, il profilo dell'ala ha profilo Gottinga G 535 per tutto il tratto rettangolare, che passa linearmente al profilo NACA 23012 (alla punta dell'ala), con uno svergolamento fra i profili di circa 9º.
L'ala, monolongherone a cassetta, aveva solette in lamelle di abete e anime in compensato.
Sul dorso dell'ala era presente un diruttore, comandato da una maniglia sotto il cruscotto, per controllare la velocità limite di discesa.